# Бимс
Бимс (от англ. beams — «брусья») — поперечная балка, поддерживающая палубу, платформу, крышу надстройки. Часть набора корпуса корабля. Предназначен для придания жёсткости перекрытиям, распределения нагрузки палубы на борт, конструкции и переборки, обеспечения поперечной прочности корабля.
Если бимс установлен в районе отверстия в палубе — грузового люка, шахты, трапа — он не занимает всю ширину корпуса и имеет разрыв. В таком случае каждую часть его называют «полубимсом». Поскольку палубу не делают плоской, бимс, кроме длины, ширины и толщины, характеризуют ещё изгибом кверху в средней части. Линейную величину изгиба называют «погибь бимсов».
В эпоху деревянного кораблестроения представлял собой четырёхгранный брус, отсюда английское название. С развитием и ростом размерений, цельный брус из одного дерева перестал удовлетворять требованиям к набору, и бимс стали делать составным. С появлением железа, а затем стали в кораблестроении, сначала железным стал набор, в том числе бимсы, и только позже — обшивка. Современный бимс представляет собой металлическую (обычно стальную) сварную балку фасонного профиля, часто швеллер. Может быть одинарным или сдвоенным, рамным или усиленным. Для экономии веса может иметь отверстия в пластине.

## Всамолетостроении
Бимс — продольный элемент конструкции фюзеляжа. Применяют для обрамления больших вырезов в обшивке, таких как люки отсеков вооружения и ниши шасси, грузовые двери и рампы.
Назначение бимса — восприятие крутящего момента фюзеляжа, который передаётся с замкнутого контура обшивки. Это определяет сечение бимса — оно должно быть замкнутым. Часто бимс формируют как совокупность других элементов конструкции: продольных стенок, полок и участка обшивки.